# Ray Seales
Ray Seales, detto Sugar Ray (Saint Croix, 4 settembre 1952), è un ex pugile statunitense.

## Palmarès
Olimpiadi
- 1 medaglia:
  - 1 oro (pesi superleggeri a Monaco di Baviera 1972).